# 山本学治
山本 学治（やまもと がくじ、1923年2月11日 - 1977年5月20日）は、日本の建築学者。建築研究家。建築史家。建築構造学者。構造史家。建築教育者。建築評論家。
構造工学から建築歴史学などからのアプローチによって、多くの建築批評を展開。また、東京美術学校、東京藝術大学の教員として長く教鞭を執り、多くの建築人材の育成に当たった。また勤務先の東京藝術大学では山岳部長をつとめ、芸大山岳部の歌「ぼくらの故郷（原曲 Lustig ist das Zigeunerleben）」を制作している（『山と雪の歌』理論社、1955年 所収）。

## 略歴
東京出身。東京帝国大学第二工学部建築学科卒業後、東京帝国大学大学院に進学。小野薫に建築構造学を、関野克に建築史を師事する。大学院修了後、中村登一の推薦紹介によって、1949年、東京美術学校建築科に赴任。1964年、東京芸術大学教授。構造学を担当。講座制に移行後は建築史を担当。教育にあたる一方で、戦前からの建築雑誌『国際建築』の復刊に浜口隆一らと参加、建築家ミース・ファン・デル・ローエの評論からロベール・マイヤール、オヴ・アラップ、ピエール・ルイージ・ネルヴィなど、海外の構造家の紹介を、建築評論では近代建築を構造計画の視点から作家論やデザイン論、素材論、文化論、技術論などの視点まで広い視野で建築評論を展開した。五十代半ばで病に倒れ、急性心不全で逝去。
代表幹事として新建築家技術者集団（新建）の運営に参画。東京支部代表として新建学校という講座を主宰し「校長」として毎年1講座を担当した。また日本建築学会学会誌の編集委員、委員会委員や幹事を多く歴任。
山岳スキーやフルートを趣味とした。

## 作品
- 1960年　黒沢ヒュッテ（東京芸大山岳部山小屋）

## おもな著書・論文
- 山と雪の歌　理論社　1955年
- 明日の構造理論 : 構造家とデザイナーの協力のために 濱口隆一と共著 建築雑誌 65(762), 39-43, 1950-05-20
- 構造物の制振法に関する定性的研究 (第一報) 小野 薫らと共著 , 大会学術講演梗概集. 計画系 22(1-1), 25, 1947-11-22
- 審査評 (′76建築文化懸賞論文入選発表(課題<風土と建築>)) 建築文化 (363), p79-80, 1977年1月号
- 大学および大学院での設計教育はどこまで可能か (日本建築学会昭和50年度秋季大会(関東)の概況)  建築雑誌 91(1104), 186-187, 1976-03-20
- 折衷主義建築の評価と日本近代建築史(主題・折衷主義建築の評価のために : 日本近代建築史の再検討 (主集 49年度北陸大会「研究協議会」課題))  建築雑誌 89(1084), 780, 1974-09-20
- 現代建築思潮に関する若干の考察(現代の建築思潮の動向 (主集 48年度東北大会 研究協議会・研究懇談会課題))  建築雑誌 88(1070), 922-923, 1973-09-20
- 座談会・計画論 : その論理と手法を求めて (主集 計画論-その論理と手法を求めて-)  建築雑誌 88(1065), 449-458, 1973-05-20
- 人はその素材を何故とりあげるのか (素材論(特集))  近代建築 27(3), 38-42, 1973-03
- 現代建築の「美」 (現代の芸術思想(特集))  季刊科学と思想 (9), 50-57, 1973-07
- 新しい高層建築の形式 (ポーラ五反田ビル〔設計・日建設計〕)  SD (80), 17,20, 1971-05
- 交歓の触媒 (九州芸術工科大学第一期工事〔設計・香山寿夫+環境設計学科〕)  SD (83), 27-28, 1971-08
- 万博がわれわれにもたらしたもの (総括,主集 日本万国博覧会の成果)  建築雑誌 85(1030), 829, 1970-11-20
- 課題「郷土美術館」全国審査評(支部共通事業44年度設計競技全国入選作品)  建築雑誌 85(1026), 531-547, 1970-07-20
- 状況の全体的展望を (2・2教育の可能性とその限界,2.建築教育とは何か?主集 建築教育はいかにあるべきか?)  建築雑誌 85(1022), 306-307, 1970-04-20
- 技術開発と技術者の倫理 (主集 建築技術の予測)  建築雑誌 84(1015), 627-629, 1969-10-20
- ソビエト建築をどううけとめたか (ソ連建築をどううけとめたか) (変貌するソビエト建築)  建築雑誌 84(1008), 274, 1969-04-20
- 建設システムとデザイン(個性的創造と普遍的創造-2-)  建築文化 (278), 71-82, 1969-12
- 個性的創造と普遍的創造 - 歴史的環境への適合 - ダラムの徒歩橋と無電塔   建築文化 (276), 75-88, 1969-10
- 建築の現状と技術の評価  建築文化 (267), 61-64, 1969-01
- 毛利君の建築 - とくに表現の独創性について (毛利建築設計事務所 1956-1968)  建築 (104), 72-73, 1969-05
- 技術と造形 (戦後建築思想の反省(特集)) 対談 建築 (100), 36-41, 1969-01
- 大阪万国博の意味するもの〔基幹施設群の意味,ユニットから全体をつくる溝造系,ニューマティックの試み,リフトアップによる新しい空間〕 (EXPO'70建築視点(特集))  近代建築 23(12), 75-96, 1969-12
- ミースの死を悼む (最後の巨匠 ミース・ファン・デル・ローエ)  近代建築 23(10), 86, 1969-10
- まとめ : 司会者グループ (1000号記念)   建築雑誌 83(1000), 578-587, 1968-08-20
- 座談会1 (1000号記念)   建築雑誌 83(1000), 529-537, 1968-08-20
- 1000号記念の編集にあたって (1000号記念)  建築雑誌 83(1000), 527, 1968-08-20
- 豊かな可能性を秘めたシステム - 千葉県立中央図書館を見て (千葉県立中央図書館〔設計・大高建築設計事務所〕)  新建築 43(10), 138-139, 1968-10
- 初心を表現した作品 - 東京経済大学図書館・研究室棟を見て (東京経済大学図書館・研究室棟〔設計・鬼頭梓建築設計事務所〕)  新建築 43(8), 146-148, 1968-08
- 帝国ホテル旧館の保存について  建築雑誌 82(988), 757-766, 1967-11-20
- 複合建築とは何か (主集 複合建築とは何か)  建築雑誌 82(984), 416-425, 1967-07-20
- 進歩と調和 (進歩と調和)  建築雑誌 82(980), 221-230, 1967-04-20
- 19世紀初めより1920年代に至る建築の近代化について  東京芸術大学美術学部紀要 (1), 37-77, 1965-03
- 近代化の過程としての近代建築の史的構成に関する研究 (建築史・意匠) (学位論文要旨)  建築雑誌. 研究年報 62, 265, 1962-09-20
- 話題になった建築 東京タワー 大手町ビルディング 高速度道路 帝国ホテル 草月会館 (1958年 建築界の動き)  建築雑誌 73(865), 25-31, 1958-12-20
- (建築教育に対する70氏の意見)  建築雑誌 73(856), 26-27, 1958-03-20
- 20世紀のオフィスビルの発展について (オフィス・ビルデイング特集) 建築雑誌 72(849), 39-41, 1957-08-20
- 構造 (創立70周年記念特集)  建築雑誌 71(833), 29-46, 1956-04-20
- 1930年代のソヴェト建築について  日本建築學會研究報告 (26), 1, 1954-03
- 現代建築の課題  美術批評 (32), 32-35, 1954-08
- 現代建築の技術的な問題  美術手帖 (78), 53-56, 1954-02
- 1920年代のミース・フアン・デル・ローエ : 現代建築の成立について 建築雑誌 67(788), 43-48, 1952-07-20
- 170. 19世紀鉄骨建築の発展に関する若干の考察 : 構造の発展とデザインの分離について  日本建築學會研究報告 (17), 681-684, 1952-03
- 近代構造技術の成立過程について  日本建築學會研究報告 (1), 1949年
- 新建築 『 壁 』空間概念としての壁：山本学治
- 鹿島出版会シルバーシリーズ SD選書 243 『歴史と風土の中で - 山本学治建築論集1』244 『造型と構造と - 山本学治建築論集〈2〉ISBN:9784306052451, 245 『創造するこころ - 山本学治建築論集〈3〉ISBN 978-4-306-06015-9, 1981年 ...  山本学治著, 茂木計一郎ほか編 鹿島出版会
- SD選書 9 素材と造形の歴史 鹿島出版会
- 子どものための野外活動施設 - 藤木忠善と共著 鹿島出版会 1978年 ISBN 978-4-306-04090-8
- エドワード・R・デ・ザーコ(Edward Robert De Zurko)著、1972(1957)『機能主義理論の系譜』稲葉武司と共訳、鹿島出版会
- 日本建築の現況―その系譜と60年代の展開、編著, 彰国社
- 「日本における構造技術の近代化」（『新建築』6月）
- 新建築1962年1～6月号 新阪急ビルの基礎工法
- 近代・現代建築史書案内　共著. 彰国社 ISBN 4-395-00148-3
- 現代建築の12章 SD選書, カーン ジョンソンほか, 山本学治訳 鹿島出版会, 1965
- 建築批評の眼, 現代建築における論理の追求  山本学治, 1974
- 現代建築論 史論としての展開 , 井上書院, 1975年
- 『巨匠ミースの遺産』　山本学治・稲葉武司共著、彰国社、1993年ほか、（初版1970年）